# Béatrix Beck
Béatrix Beck (n. 30 iulie 1914, Villars-sur-Ollon⁠(d), District d'Aigle⁠(d), cantonul Vaud, Elveția – d. 30 noiembrie 2008, Saint-Clair-sur-Epte⁠(d), Île-de-France, Franța) a fost o scriitoare franceză de origine belgiană.
S-a născut la Villars-sur-Ollon, Elveția, fiica poetului Christian Beck. După mai multe slujbe, a devenit secretara lui André Gide, care a încurajat-o să scrie despre experiențele sale: sinuciderea mamei sale, războiul, sărăcia etc. Beck a murit la Saint-Clair-sur-Epte în 2008.

## Opera
- 1948 Barny
- 1950 Une mort irrégulière
- 1952 Léon Morin, prêtre - Premiul Goncourt
- 1954 Des accommodements avec le ciel
- 1963 Le muet
- 1967 Cou coupé court toujours
- 1977 L'épouvante l'émerveillement
- 1978 Noli
- 1979 La décharge - Prix du Livre Inter
- 1980 Devancer la nuit
- 1981 Josée dite Nancy
- 1983 Don Juan des forêts
- 1984 L'enfant-chat
- 1986 La prunelle des yeux
- 1988 Stella Corfou
- 1989 Une
- 1990 Grâce
- 1991 Recensement
- 1993 Une Lilliputienne
- 1994 Vulgaires vies
- 1994 Moi ou autres (povestiri)
- 1996 Prénoms (povestiri)
- 1997 Plus loin, mais où
- 1998 Confidences de gargouille
- 2000 La petite Italie (povestiri)
- 2001 Guidée par le songe (nouvelles)
- Contes à l'enfant né coiffé
- La mer intérieure
- La grenouille d'encrier
- Mots couverts (poezii)